# خانه توحیدی
منزل توحیدی مربوط به دوره قاجار است و در شیراز، محله سنگ سیاه، بازارچه حاج زینل واقع شده و این اثر در تاریخ ۱۱ دی ۱۳۸۰ با شمارهٔ ثبت ۴۵۲۲ به‌عنوان یکی از آثار ملی ایران به ثبت رسیده است.